# Boil
Boil er et dansk rockband fra Århus, der blev etableret i 2004, og deres debutalbum VESSEL blev udgivet i 2007, og blev samme år nomineret til Årets Debutalbum ved Danish Metal Awards 2007.
Boil blev valgt til at åbne Sweden Rock Festival 2008 blandt over 2500 andre bands.
Boil har spillet sammen med blandt andre Judas Priest, Def Leppard, Carcass, Ill Niño, Volbeat, Illdisposed m.fl. De blev også blevet valgt til at optræde ved den populære SPOT Festival i Århus i maj 2009.
I 2010 blev bandets andet album "A new decay" udgivet.
I 2013 blev bandets tredje album "aXiom" udgivet.

## Bandets medlemmer
- Jacob Løbner: Lead Vocals
- Stig Nielsen: Guitar & Vocals
- Mikkel Ib: Trommer & Samples
- Kenneth Avnsted: Guitar
- Kristian Outinen: Bas

Tidligere medlemmer
- Asgrimur Stefan Waltersson: Lead Vocals
- Mikkel Misfeldt: Bas
- Bjørn Bihlet: Guitar
- Brian Stilling: Bas
- Mads Vigeholm: Guitar